# CANVAS (Erkrankung)
CANVAS (Cerebellar Ataxia, Neuropathy, Vestibular Areflexia Syndrome) ist eine genetisch bedingte neurodegenerative Erkrankung mit autosomal-rezessivem Erbgang. Die Ursache ist eine biallelische Mutation des RFC1 (replication factor C subunit 1)-Genes.

## Symptome
Erste Symptome der Erkrankung treten meist im mittleren Lebensalter nach dem 35. Lebensjahr auf. Die Erkrankung wird durch die drei namensgebenden Hauptsymptome (Zerebelläre Ataxie, Neuropathie und Bilaterale Vestibulopathie) charakterisiert, wobei sich diese meist nacheinander und schleichend einstellen. In vielen Fällen ist eine Störung des Berührungsempfindens in Folge einer Nervenschädigung (sensible Polyneuropathie) das erste neurologische Symptom, die beiden anderen Symptomkomplexe können im Verlauf von Monaten bis Jahren hinzutreten. Den neurologischen Symptomen um Jahrzehnte voraus geht bei einem Großteil der Patienten ein trockener Reizhusten. Symptomkonstellationen neben dem klassischen „CANVAS“ werden unter dem Begriff der „RFC1-Spektrum-Erkrankungen“ zusammengefasst, sofern bei der betroffenen Person eine biallelische Mutation des RFC1-Genes nachgewiesen wurde.

### Neuropathie
Erstes neurologisches Symptom ist häufig eine sensible Neuropathie. Die betroffenen Personen beklagen zunächst Gefühlsstörungen (z. B. Taubheit, Pelzigkeit) und Missempfindungen (Spannungsgefühl, Kribbeln) der Füße, insbesondere der Zehen. Oft sind schon im frühen Krankheitsverlauf die Hände betroffen. Das Vibrations- und Lageempfinden ist gestört. Im weiteren Verlauf wird die Trittsicherheit dadurch zunehmend beeinträchtigt, vor allem auf unebenem Untergrund oder in der Dunkelheit kann es zu vermehrtem Stolpern und Stürzen kommen. Die Feinmotorik der Hände kann herabgesetzt sein.

### Zerebelläre Ataxie
Die Erkrankung kann eine zunehmende Schädigung und Schrumpfung des Kleinhirns bewirken. Folgen dieser zerebellären Ataxie sind Störungen der Koordination, Bewegungen der Arme und Beine werden ungenau, das anvisierte Ziel verfehlt. Der Stand und das Gangbild werden unsicher oder schwankend, die Sprache undeutlich artikuliert oder verwaschen.

### Vestibulopathie
Die Erkrankung kann die Funktion der Gleichgewichtsorgane des Innenohrs betreffen. Folgen sind Gangunsicherheit und Schwindelsymptome. Da die Gleichgewichtsorgane auch Bedeutung für die Steuerung von Augenbewegungen haben (Vestibulo-okulärer Reflex), können Betroffene unter Sehstörungen leiden, das Fixieren des Blickes beim Gehen oder bei Bewegungen des Kopfes ist erschwert (Oszillopsien).

### Weitere Symptome
In der Literatur werden neben den genannten drei wesentlichen Symptomkomplexen zahlreiche weitere Symptome beschrieben. Die folgende Auflistung zeigt die Verteilung der Häufigkeiten:
- chronischer Husten (64 %)
- Sprechstörungen (52 %)
- Beeinträchtigungen des vegetativen Nervensystems (32 %)
- Schluckstörungen (27 %)

Andere Symptome (beispielsweise Demenz, Beeinträchtigungen von Motoneuronen und Parkinson-ähnliche Symptome) werden zwar in einigen Fällen berichtet, in Symptombeschreibungen anderer Studien jedoch nicht aufgeführt, verneint
und sogar zur differentialdiagnostischen Abgrenzung herangezogen. So wird beispielsweise das Fehlen von Demenz zur Abgrenzung gegenüber dem Gerstmann-Sträussler-Scheinker-Syndrom genutzt. Derartige Symptome sind daher als umstritten zu betrachten.

## Ursache
Die genetische Ursache von CANVAS gilt seit 2019 als geklärt. Der Erkrankung liegt eine biallelische Nukleotidexpansion zugrunde. Am häufigsten handelt es sich um ein krankheitsauslösendes Pentanukleotid „AAGGG-Motiv“ mit mehr als 400 Wiederholungen auf beiden Allelen. Nach vorherrschender Meinung führt nur eine Mutation beider Allele zur Erkrankung, d. h. die Vererbung folgt einem autosomal-rezessiven Muster. Die Repeatlänge korreliert mit frühem Erkrankungsbeginn und schwerem Krankheitsverlauf.

## Verbreitung
Die Häufigkeit von heterozygoten Trägern einer AAGGG-Repeatmutation auf einem Allel wird in Europa mit 0,7 % bis 4,0 % der Bevölkerung angegeben. Demnach liegt die Prävalenz der krankheitsauslösenden biallelischen Mutation zwischen 0,0049 % und 0,16 %. Bislang wird die Erkrankung jedoch nur bei einem kleinen Teil der Betroffenen erkannt, so dass CANVAS in der Datenbank Orphanet als seltene Erkrankung (rare disease) mit einer Prävalenz von weniger als 0,0001 % gelistet wird.

## Diagnose
Die neurologischen Symptome und die Beurteilung ihres Schweregrades werden mit der körperlichen Untersuchung durch einen Facharzt für Neurologie erfasst. Zusätzlich können apparative Untersuchungen angewandt werden, beispielsweise die Elektroneurographie (ENG) zur Beurteilung der Neuropathie, die Kernspintomographie zur Darstellung des Kleinhirnes oder eine kalorische Vestibularisprüfung zur Beurteilung der Funktion der Gleichgewichtsorgane. Zur Diagnosesicherung ist eine humangenetische Testung mit Nachweis der Mutation des RFC1-Genes auf beiden Allelen erforderlich.

## Therapie
Eine kausale Therapie ist nicht bekannt. Die Behandlung erfolgt bislang rein symptomorientiert. Physiotherapie und Neurorehabilitation können evtl. dazu beitragen, die Funktion möglichst lange zu erhalten.
Analog zu anderen genetisch bedingten neurodegenerativen Erkrankungen, denen eine Nukleotidexpansion zugrunde liegt, scheint die Entwicklung einer spezifischen Gentherapie („gene silencing“) auch bei RFC1-assoziierten Erkrankungen in naher Zukunft möglich.

## Verlauf
Der Verlauf RFC1-assoziierter Erkrankungen ist individuell verschieden. Bei einigen Betroffenen kann die Erkrankung über Jahrzehnte auf eine sensible Polyneuropathie beschränkt bleiben. Meist ist der Krankheitsverlauf langsam und die durchschnittliche Lebenserwartung nicht reduziert (im Gegensatz etwa zur Multisystematrophie). Allerdings benötigten in einer Patientenkohorte rund 50 % der Betroffenen nach 10 Jahren einen Gehstock, ein Viertel war nach 15 Jahren auf einen Rollstuhl angewiesen.